# Carola (película)
Carola es un telefilme estadounidense de drama, romance y bélico de 1973, dirigido por Norman Lloyd, escrito por James Bridges, Dido Freire, Angela Goldsby y Robert Goldsby, está basado en la obra de teatro de Jean Renoir, musicalizado por Billy Goldenberg, los protagonistas son Michael Sacks, Leslie Caron y Edward Knight, entre otros. El filme fue producido por Community Television of Southern California y KCET; se estrenó el 6 de febrero de 1973.

## Sinopsis
Durante la Segunda Guerra Mundial, se le comunica a una compañía de actores, en la invadida ciudad de París, que un oficial nazi irá a ver la obra. El director, y además amante de Carola, la actriz principal, le dice que complazca al visitante por el bien de la obra. Luego el director se da cuenta de que el alemán y Carola tuvieron una relación antes, y que ella todavía está enamorada.